# Vudú (cómic)
Voodoo, (Priscilla Kitaen) es un personaje que originalmente apareció bajo el sello editorial Wildstorm Studios y ha sido revivida una vez más siendo parte del Universo DC, y que actualmente DC Comics es su actual propietario. Voodoo es una metahumana con poderes telepáticos, originalmente era un ser híbrido entre las razas Kherubim, Humana y en comparte ADN Daemonite, y que aparte de esta herencia Daemonite tiene el poder de "la visión", una capacidad de ver Daemonites que han poseído seres humanos. Junto con esto, ella puede usar sus poderes para separar los cuerpos humanos de sus anfitriones Daemonites y además, ha demostrado la capacidad de hacer esto a otros organismos de otras especies a los que se han unido.Puede leer y manipular los pensamientos y las emociones de los demás, e incluso apagar mente de las personas. Sus poderes aumentan proporcionalmente durante la intimidad física (Cuando tiene relaciones sexuales), lo que le permite aumentar su capacidad de manipular física y mentalmente los demás. Al principio, ella era capaz de cambiar de forma humanoide a un estado licantrópico, con piel y las uñas, y en ese estado se convertía en una criatura oscura con una personalidad salvaje y silvestre. A final, este poder cambió para que ella se transformara en una forma Daemonite. Un Anciano Daemonite se le apareció y le enseñó el uso de sus poderes ocultos de regeneración y la manipulación del Tiempo. Zealot le entrenó en artes marciales de la orden de La Coda. Ella fue apadrinada también en el uso de la magia vudú por una sacerdotisa de una "mambo" líder de un culto religioso del Caribe. Recientemente, Voodoo ha mostrado el poder de controlar los campos magnéticos, y pudiendo mover y manipular los metales ferrosos, con su mente. Controlando además pequeñas moléculas de hierro en el torrente sanguíneo de una persona.

## Historia

### Con los WildC.A.Ts
Priscilla Kitaen era una bailarina exótica antes de ser rescatada por los WildC.ATs de los Daemonites. Voodoo tiene un don llamado la vista, que le permite percibir si una persona está poseída por un Daemonite, y ser capaz de separa los cuerpos de los daemonites de los cuerpos que posee, y esto la hizo convertir en una persona importante para los WildC.ATs como para los Daemonites. Voodoo se unió a la WildC.ATs y les reveló que sus poderes eran aún mayores, y que tales poderes que también poseía era la telepatía y la capacidad de desarrollar rasgos de los animales, como por ejemplo, que puede hacer brotar garras de sus dedos. Más tarde fue entrenada por Zealot en las artes marciales de la orden Coda y siempre estuvo enamorada del WildCat Spartan.

#### La Verdad de su origen Daemonite
Pero lo que no sabía era que tenía ascendencia de la raza alienígena Daemonite, esto no fue revelado hasta que una vez en una batalla donde quedó inconsciente y llegó a entrar en coma tras recibir un disparo. Void entró a su mente a través del uso de una computadora, y donde se revelaba que uno de sus antepasados, un Kherubim, fue poseído por un Daemonite. Cuando los WildC.A.T.s viajaron a Jerson, el planeta hogar de la raza de los Kherubim, Voodoo fue separada de sus amigos debido a su herencia Daemonite. Ella se trasladó a un gueto de Daemonites y descubrió que la guerra entre los Khera y Daemonites había terminado hace siglos. Más importante aún, descubrió que la mayoría de los Daemonites no eran malos, como siempre se les hizo creer, y que los Daemonites que estaban en la Tierra eran soldados fanáticos, pero que en Khera los Daemonites allí eran tratados como ciudadanos. Se las arregló para encontrarse con los demás WildC.ATs y terminó enfrentándose a Zealot, que la avergonzó de ser parte de una raza inferior por estar delante de la hermandad de los Coda. Voodoo se disgustó con la Kheran y renunció a Zealot, a quien entonces consideraba como su antigua maestra. A pesar de esto, ella ayudó a los WildC.A.T.s para tratar de detener un intento de asesinato de Zealot a su vez esto hizo que ella también se alejara de Jerson. Los WildC.ATs regresaron a la Tierra, pero no podía olvidar que Voodoo era una Khera así como el comportamiento tuvo Zealot con ella. Decepcionada por su vida como superhéroe, ella dejaría a los WildC.ATs.

### De regreso a la Tierra
Priscilla luego se mudaría a Nueva Orleans para volver a su antiguo empleo de bailarina exótica. Cuando llegó, se encontró con dos Chicas, Carry-4 y Attibon. Carry-4 llevó a Voodoo al The Midnight Lounge, donde el dueño, Christian Charles, le ofreció un trabajo como una de sus bailarinas para reemplazar a una que había desaparecido. Se hizo amiga de Purity, otra bailarina. Como Necesitaba un lugar para donde quedarse, Attibon la llevó a un hotel, El Royale, donde conoció a Freeda, una ex prostituta y a Saturday, un exasesino a sueldo. Estos tres más tarde se revelaron como Erzulie, Papa Legba y al Baron Samedi . Pronto se dio cuenta y como más tarde fue evidente que su jefe, Christian Charles asesinaba a sus bailarinas para bañarse en su sangre, un ritual arcano que requería para resucitar a su fallecido padre, un poderoso malvado hechicero oscuro. Christian tenía la ayuda de Carry-4, que era, en realidad, Mait' Carrefour. Priscilla y el teniente David Dove, el oficial de policía que investigaba los asesinatos, llegó a tiempo para salvar a Purity, pero Christian había absorbido suficiente sangre como para llamar a su padre fallecido. Priscilla se enfrentó a él canalizando sus poderes a Erzulie. A pesar de todo su poder, Christian y su padre no pudieron resistirse a su baile y Priscila lo atrajo de nuevo al Royale. Dentro del Royale, el Baron Samedi y Erzulie esperaron a que Papa Legba y su padre, diciéndoles que estaba trastornando el equilibrio. Los tres le señalaron a "Charles" hacia una puerta donde debieron enfrentar a Damballa, haciendo que el hotel Royale estuviera punto de estallar. La experiencia adquirida de Priscilla decide emprender un nuevo conocimiento sobre la magia vudú decidióconvertirse en aprendiz de una "mambo", una líder sacerdotisa de un culto religioso que practicaba la magia vudú.

### De vuelta conWildC.A.T.s
Posteriormente, se reincorporó temporalmente a los WildC.A.T.s, pero lo dejaría de nuevo cuando el equipo se disolvió después de la aparentemente muerte aparente de Zealot. Se fue a vivir con el Dr. Jeremy Stone, pero a pesar de sus intentos de acercarse a él, este a menudo se encerraba en su laboratorio, lo que le distanciaba de ella. Priscill se había enamorado de Jeremy, pero lo que no sabía era que estaba desarrollando un método para eliminar los genes Daemonite de ella. En esos momentos, Voodoo no le habría dado sentido a su vida en este momento, pero un Daemonite disfrazado como un anciano la seguía a todas partes.

### Con la Corporación Halo
Debido a su relación con la Corporación de Halo, Voodoo es atacada por Samuel Smith, el nieto del Slaughterhouse Smith, que quería vengarse de Spartan (Jack Marlowe ) que quiso matar a su padre y comenzó a atacar a las personas más cercanas a él. Atacando a Voodoo, cortándole las piernas y dañando gravemente su cuello. Posteriormente Smith es golpeado por Grifter y Jack. Grifter se va hasta donde estaba Jeremy para que este deje de tratar de eliminar la capacidad Daemonite de Voodoo.
Mientras que fue tratada en el hospital, ella sorprendió al personal médico, rápidamente se recuperaría de las lesiones en la garganta. Rápidamente se enfureció con el personal médico hasta que se dio cuenta de que había un Daemonite entre ellos. Poco después, el Daemonite se enfrentaría a ella en un principio. Él le dijo que él no era un enemigo, que era un desertor del ejército militar Daemonite que estaba en contra de ellos e hizo que ella lo viera como su abuelo adoptivo. Él le enseñó el uso adecuado de sus poderes Daemonite como la manipulación del tiempo y la regeneración de sus poderes y en pocas horas, Voodoo había recuperar sus piernas. Antes de irse, le convenció de que Priscilla 
iniciase una relación con Jeremy. A pesar de ello, esta relación había terminado recientemente, un aspecto de sus poderes telepáticos es que aumentaban con la intimidad física (cuando tenía relaciones sexuales con otras personas), y que la voluntad de Voodoo para tener relaciones íntimas con otros hombres era para poder usar dichos poderes, a pesar de sus protestas, fue algo con lo que Jeremy no podía hacer frente.Voodoo decide romper con Stone y los dos comienzan a luchar. Sin embargo, debido a un efecto secundario de sus poderes, Stone pierde su inteligencia con su tamaño y se enfurece con Voodoo haciendo que olviden el propósito de la batalla propósito que ella misma habría utilizado para dejarlo. (Worldstorm # 2).

### Wildstorm Armaggedon
Cuando el personaje de DC Comics, el Capitán Atom quedó varado en la realidad del Universo Wildstorm, Voodoo y los otros integrantes del equipo improvisado de los WildC.ATs, fueron enviados a capturarlo. Voodoo demuestra sus habilidades magnéticas que le permitieron tener el control metal de su uniforme, e incluso interrumpir el flujo de hierro en la sangre. Sin embargo, cuando trató de usar su telepatía para sondear su mente, su cerebro quedó conectado a toda la información en el mundo, lo que hizo sobrecargar la mente y la dejó inconsciente.

### WildC.ATs vol. 4
Tras lo acaecido en Worldstorm, Ella ya no es más un superhéroe, Priscilla Kitaen, al comienzo de esta serie, es una vez más, una bailarina exótica - que ha trabajado para importantes jeques del petróleo y multimillonarios. Sin embargo, a pesar de decirle a Adriano que esto había ocurrido "años antes desde que ellos fueron juntos superheores", fue claro que su antigua pasión no fue atenuada, y acabarían juntos en la cama. Ahora aparece como empleada de la Corporación Halo, una vez más, con Adriano, que le ofreció triplicar su salario actual.

### World's Ends
Después de la captura gobierno de los EE. UU. de los clones más poderosos de cada superhéroe, unos clones llamados segadores quedaron sueltos por el mundo. Su programación hizo que atacara a cualquiera persona y/o a cualquier cosa, incluyendo a los superhéroes. El tanto daño que le hicieron al planeta hizo que Tierra quedara fuera de su eje, el smog cubría el sol y cada vez aparecían más superpoderosos. Sin embargo, los WildC.A.T.s no fueron tan afectados como el resto del mundo, debido al uso de unas baterías de poder que la Corporación Halo había construido para que los protegieran de no morir. Esto significaba que tenían la tecnología y el poder. Voodoo, una vez más se une al equipo, dirigido por Spartan que este ya no tenía sus poderes. Ella, junto con el resto del equipo fueron atacados por el Sr. Majestic. Majestic había estado atacando a Halo con todo lo que fuera necesario para llevárselos de vuelta a su nueva tierra, en Hawái. Este les ofrece algunos de los equipos la oportunidad de venir con él, pero no se lo pide a Voodoo, por su lado Daemonite, sin embargo todos los miembros se niegan. El equipo durante una misión de Nevada van busca de un oasis de vida que aparece después de que el mundo terminó, y que al parecer es o fue el proyecto del jardín hecho por el primer Engineer . Ellos encuentran la ubicación defendida por París y Gramalkin, Voodoo y Grifter luchan contra ellos para que puedan compartir el jardín. Maul se vuelve loco durante la batalla y comienza a destruir el bosque, pero es detenido por Voodoo. Sin embargo después de la pelea se dan cuenta de la zona fue hecha por el paladín Tumbleweed. Ellos quieren usar sus poderes para crear más jardines, pero se da cuenta de que solo puede mantener uno a la vez y permanece allí para mantenerlo vivo. Más tarde le pide un consejo a Spartan abogado después de que este se vuelve más y más deprimido por la pérdida de sus poderes de Void y la oportunidad de poder arreglar las cosas. Su conversación termina con un beso que Maul le da. 
Pronto las cosas solo empeoran a medida que viejos enemigos del equipo de los Daemonites hacen su camino a Los Ángeles liderados por Lord Defile. Sin embargo, después de notar que Daemonite pueden sobrevivir sin protección en Los Ángeles, Voodoo logra hacer un tipo de tregua entre las dos partes y Defile estando de acuerdo con la resurrección de un pequeño ejército de muertos vivientes entre sus víctimas.

## Segunda Serie: Las nuevas 52 Series del Reinicio del Universo DC (2011)
En junio de 2011, DC Comics anunció que el personaje se incorporaría en el Universo DC en una serie en curso escrita por Ron Marz y dibujado por Sami Basri como parte del Reinicio del Universo DC, una propuesta lanzada para renovar o lanzar nuevas producciones del Universo DC, tras los acontecimientos del reseteo del Universo DC conocido como Flashpoint. En su primera aparición en el Universo DC, Priscilla Kitaen es plenamente consciente de su herencia Daemonite, y al parecer, ella actúa como un espía, con sus habilidades cambia forma y la telepatía limitada utilizada como herramientas para infiltrarse entre los seres humanos y obtener información de inteligencia sobre los metahumanos y otras posibles amenazas. La identidad de Voodoo es un ardid similar, de como Priscilla crea su papel como una querida bailarina exótica y que presumiblemente es una forma de ayuda para ponerse en contacto las personas, por lo tanto, es una forma del aumentar las probabilidades de obtener información útil. la verdad que existe acerca de Priscilla Kitaen mientras ella deja un rastro de violencia a través de América y lo que deja ver a través de sus ojos, porque las cosas que ella ve, no siempre son lo que parecen.

## En otros Medios

### Televisión
En la corta vida de la serie de televisión de dibujos animados, WildC.A.Ts, Voodoo fue retratada como una ingenua joven en lugar del papel de una bailarina exótica.

## Poderes y habilidades
Voodoo es una metahumana con poderes telepáticos, originalmente era un ser híbrido entre las razas Kherubim, Humana y en comparte ADN Daemonite, y que aparte de esta herencia Daemonite tiene el poder de "la visión", una capacidad de ver Daemonites que han poseído seres humanos. Junto con esto, ella puede usar sus poderes para separar los cuerpos humanos de sus anfitriones Daemonites y además, ha demostrado la capacidad de hacer esto a otros organismos de otras especies a los que se han unido.Puede leer y manipular los pensamientos y las emociones de los demás, e incluso apagar mente de las personas. Sus poderes aumentan proporcionalmente durante la intimidad física (Cuando tiene relaciones sexuales), lo que le permite aumentar su capacidad de manipular física y mentalmente los demás. Al principio, ella era capaz de cambiar de forma humanoide a un estado Licantrópico, con piel y las uñas, y en ese estado se convertía en una criatura oscura con una personalidad salvaje y silvestre. A final, este poder cambió para que ella se transformara en una forma Daemonite. Un Anciano Daemonite se le apareció y le enseñó el uso de sus poderes ocultos de regeneración y la manipulación del Tiempo. Zealot le entrenó en artes marciales de la orden de La Coda. Ella fue apadrinada también en el uso de la magia vudú por una sacerdotisa de una "mambo" líder de un culto religioso del Caribe. Recientemente, Voodoo ha mostrado el poder de controlar los campos magnéticos, y pudiendo mover y manipular los metales ferrosos, con su mente. Controlando además pequeñas moléculas de hierro en el torrente sanguíneo de una persona.